# Posición de la Santa Sede durante la Segunda Guerra Mundial

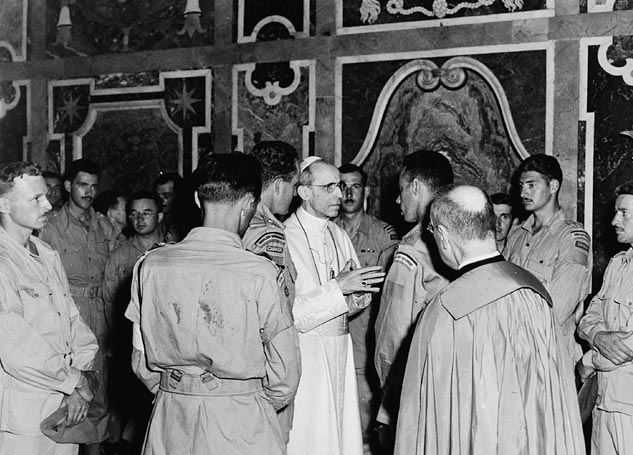
Miembros del Regimiento Real 22 canadiense en audiencia con el Papa Pío XII, tras la liberación de Roma en 1944.

La Santa Sede mantuvo durante la  Segunda Guerra Mundial una política de neutralidad bajo el liderazgo del papa Pío XII. Aunque la ciudad de Roma fue ocupada por Alemania a partir de septiembre de 1943 y por los aliados a partir de junio de 1944, la Ciudad del Vaticano no fue ocupada. La Santa Sede organizó una amplia ayuda humanitaria durante todo el conflicto.

## Antecedentes

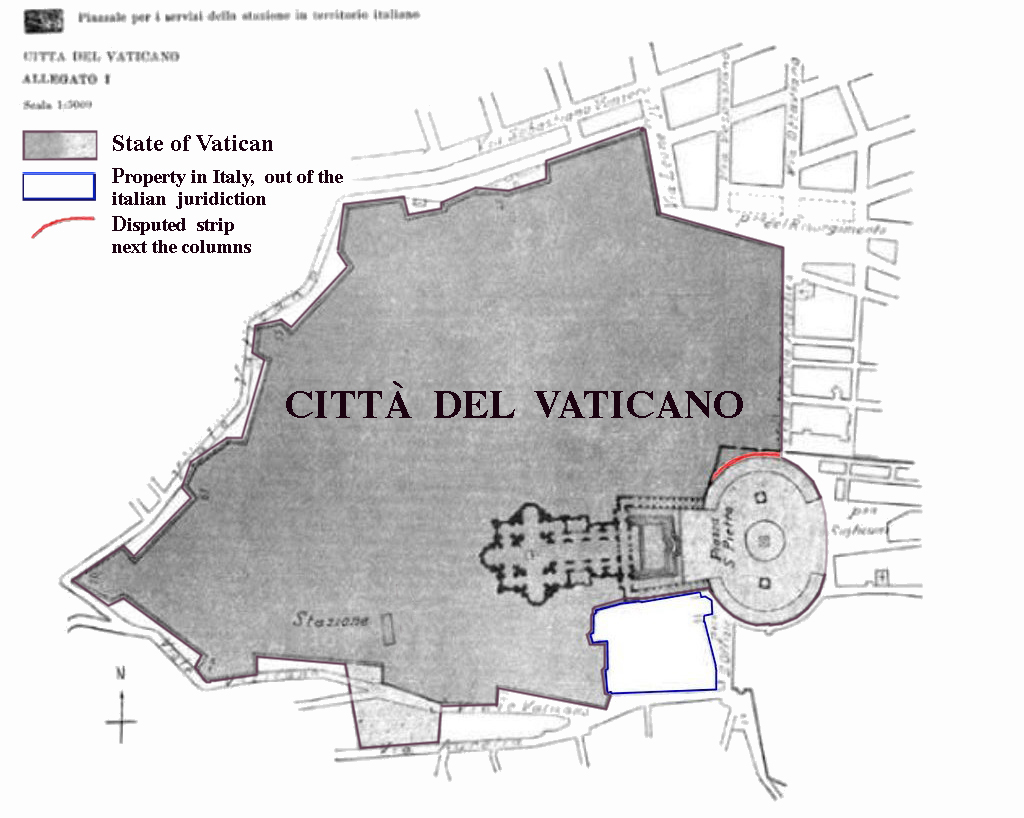
La Ciudad del Vaticano se creó en 1929, una década antes del comienzo de la Segunda Guerra Mundial

El Tratado de Letrán de 1929 con Italia reconoció la soberanía de la Ciudad del Vaticano. Declaraba a la Ciudad del Vaticano como un país neutral en las relaciones internacionales, y exigía al Papa que se abstuviera de mediar a menos que lo solicitaran todas las partes. En 1939, la ciudad estado era reconocida por treinta y ocho naciones, con un cuerpo diplomático de trece embajadores titulares y veinticinco ministros.

## Relaciones exteriores

### Intentos de mediación antes de la guerra
Ya en abril de 1939, Pío XII anunció un plan de paz, con la esperanza de mediar en una negociación entre las principales potencias europeas al borde de la guerra. El primer dirigente con el que se contactó fue Benito Mussolini, a través del habitual intermediario de Pío XII, el padre jesuita Tacchi Venturi. Con la aprobación de Mussolini, al día siguiente el cardenal secretario de Estado Luigi Maglione se puso en contacto con los nuncios de París (Valerio Valeri), Varsovia (Filippo Cortesi) y Berlín (Cesare Orsenigo) y el delegado apostólico en Londres (William Godfrey). La reunión propuesta por la Santa Sede logró muy poco en cuanto a la sustancia: si hubo alguna posición coherente propugnada por la Santa Sede entre sus diversas comunicaciones, fue la del apaciguamiento. En particular, el Papa intentó que Polonia aceptara la secesión de la Ciudad Libre de Danzig a la Alemania nazi, una posición que el embajador polaco Kazimierz Papée (el antiguo Alto Comisario de Danzig) y el gobierno polaco no podían aceptar.
.

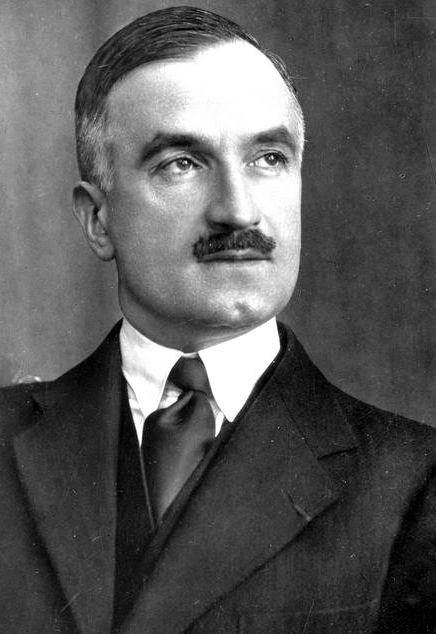
El embajador polaco ante la Santa Sede, Kazimierz Papée, criticó los esfuerzos de mediación de Pío XII antes de la guerra

En su Radiomensaje del 24 de agosto de 1939, justo una semana antes de la guerra, Pío advirtió: "El peligro es inminente, pero aún hay tiempo. Nada se pierde con la paz; ¡todo puede perderse con la guerra!"
El historiador británico Owen Chadwick extrajo cuatro temas de los intentos de mediación de la Santa Sede: una especial cercanía a Mussolini, hasta el punto de enviar correspondencia de su redacción, desde el periodo mayo-agosto de 1939; el desinterés británico y polaco por las propuestas vaticanas, sospechosas de ser pro-italianas y pro-alemanas, respectivamente; las principales potencias europeas veían al Papa como "un peón no menor en su tablero de ajedrez"; y, sobre todo, Pío XII quería asegurar un compromiso entre las potencias occidentales para evitar las ganancias territoriales soviéticas.
Con Polonia invadida, pero con Francia y los Países Bajos aún por atacar, Pío siguió esperando una paz negociada para evitar la extensión del conflicto. El presidente estadounidense Franklin D. Roosevelt, de mentalidad similar, restableció las relaciones no oficiales de Estados Unidos con la Santa Sede tras un paréntesis de setenta años y envió a Myron C. Taylor como su representante personal. A pesar del temprano colapso de las esperanzas de paz, la misión de Taylor continuó en el Vaticano.

### Declaraciones públicas
A pesar de las intensas acciones entre bastidores, Pío XII estaba decidido a no emitir ningún pronunciamiento público que tomara partido en el conflicto; esto se manifestó por primera vez en la negativa a condenar explícitamente la invasión alemana de Polonia de 1939. Desde el principio, Pío XII creía que la "rápida destrucción de Polonia significaba el fin de la guerra".

#### Estallido de la guerra
Summi Pontificatus ("Sobre los límites de la autoridad del Estado"), publicada el 20 de octubre de 1939, fue la primera encíclica papal emitida por el Papa Pío XII, y estableció algunos de los temas de su papado. Según Chadwick, Summi Pontificatus ejemplificaba tanto "la vacilación como el cuidado" del pontífice. Durante la redacción de la carta, comenzó la Segunda Guerra Mundial con la invasión Nazi-Soviética de la Polonia católica. Aunque redactada en lenguaje diplomático, Pío apoyó la resistencia católica, y declaró su desaprobación de la guerra, el racismo, el antisemitismo, la invasión de Polonia y las persecuciones a la Iglesia.
Dado que Italia aún no era aliada de Adolf Hitler en la guerra, los italianos fueron llamados a permanecer fieles a la Iglesia. Pío evitó nombrar a los políticos beligerantes Adolf Hitler y Iósif Stalin como los malhechores, estableciendo el tono público "imparcial" que iba a ser un sello de su pontificado: "La exposición completa de la posición doctrinal que debe adoptarse frente a los errores de hoy, si es necesario, puede posponerse para otro momento, a menos que se produzca una perturbación por acontecimientos exteriores calamitosos; por el momento nos limitamos a algunas observaciones fundamentales"

#### Resistencia
El Papa escribió sobre los "movimientos anticristianos" que provocan una cosecha de "desastres conmovedores" y pidió amor, misericordia y compasión contra el "diluvio de la discordia". Siguiendo los temas tratados en Non abbiamo bisogno (1931); Mit brennender Sorge (1937) y Divini redemptoris (1937), Pío escribió sobre la necesidad de devolver a la Iglesia a aquellos que seguían "una norma falsa... engañados por el error, la pasión, la tentación y el prejuicio, [que] se han alejado de la fe en el verdadero Dios". Escribió que "los cristianos, desgraciadamente, más de nombre que de hecho" habían mostrado "cobardía" ante la persecución de estos credos, y avaló la resistencia:

¿Quién de los "soldados de Cristo" - eclesiástico o laico - no se siente incitado y estimulado a una mayor vigilancia, a una resistencia más decidida, al ver la siempre creciente hueste de enemigos de Cristo; al percibir que los portavoces de estas tendencias niegan o descuidan en la práctica las verdades vivificantes y los valores inherentes a la creencia en Dios y en Cristo; al percibir que rompen sin miramientos las Tablas de los Mandamientos de Dios para sustituirlas por otras tablas y otras normas despojadas del contenido ético de la Revelación del Sinaí, normas en las que no tiene cabida el espíritu del Sermón de la Montaña y de la Cruz...
Summi Pontificatus 7 - Papa Pío XII, octubre de 1939

#### Invasión de Polonia
Pío escribió sobre una Iglesia perseguida y un tiempo que requería "caridad" para las víctimas que tenían "derecho" a la compasión. Contra la invasión de Polonia y la matanza de civiles escribió:

La sangre de innumerables seres humanos, incluso no combatientes, eleva un lastimero canto sobre una nación como nuestra querida Polonia, que, por su fidelidad a la Iglesia, por sus servicios en la defensa de la civilización cristiana, escritos con caracteres indelebles en los anales de la historia, tiene derecho a la generosa y fraternal simpatía del mundo entero, mientras espera, contando con la poderosa intercesión de María, Auxilio de los Cristianos, la hora de una resurrección en armonía con los principios de la justicia y la verdadera paz.
Summi Pontificatus 106 - Papa Pío XII, octubre de 1939

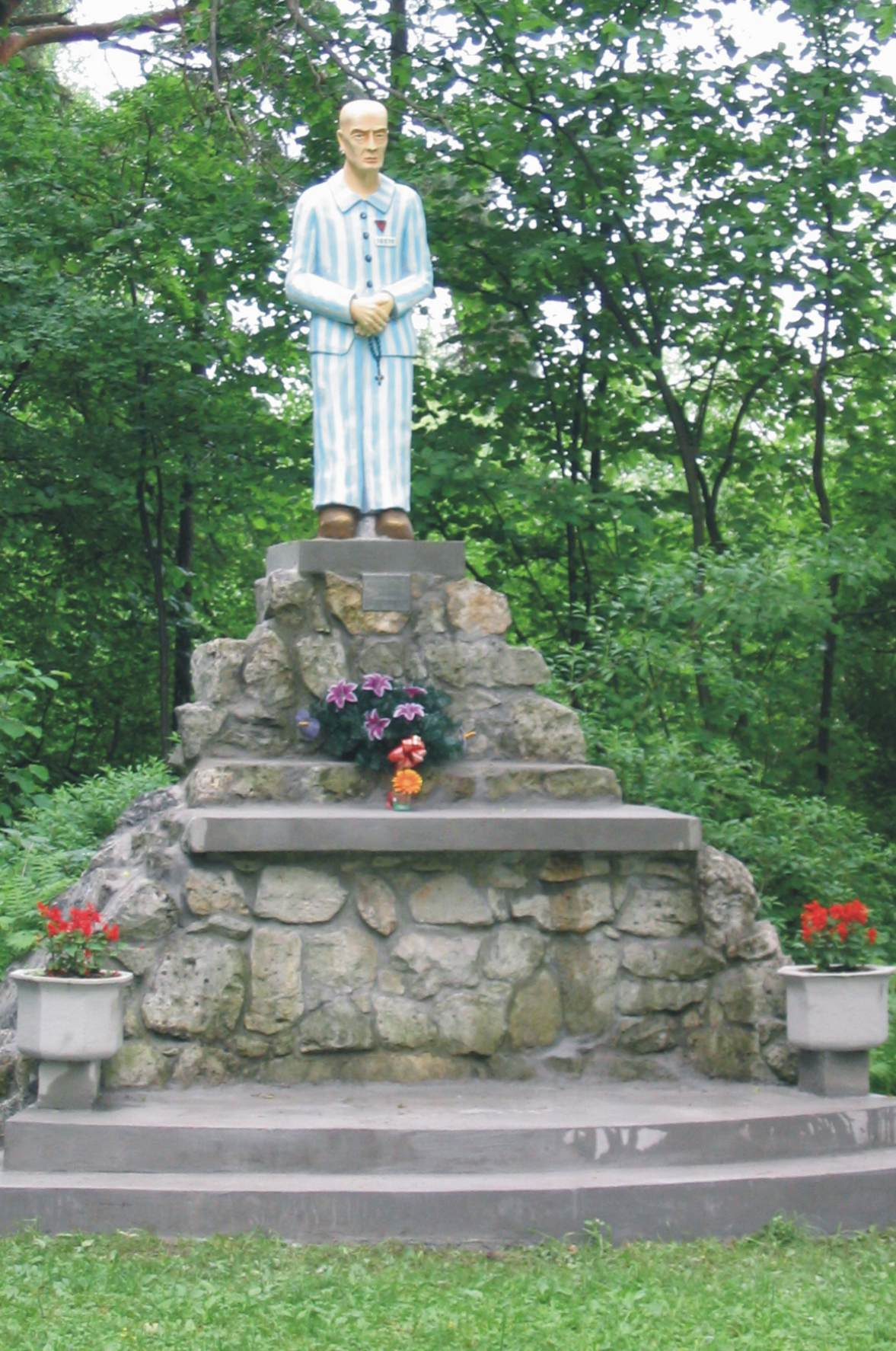
Un monumento a Fr. Maximiliano Kolbe, entre los estimados 3000 miembros (18%) del clero polaco que fueron asesinados por los nazis; de ellos, 1992 murieron en campos de concentración.

En Polonia, los nazis asesinaron a más de 2500 monjes y sacerdotes y aún más fueron encarcelados.

#### Oposición al racismo y al antisemitismo
En un nuevo rechazo a la ideología nazi, Pío reiteró la oposición católica al racismo y al antisemitismo:

De acuerdo con estos principios de igualdad, la Iglesia dedica su atención a formar un clero nativo culto y a aumentar gradualmente el número de obispos nativos. Y para dar expresión externa a estas, Nuestras intenciones, hemos elegido la próxima Fiesta de Cristo Rey para elevar a la dignidad episcopal en la Tumba de los Apóstoles a doce representantes de pueblos y razas muy diferentes. En medio de los contrastes perturbadores que dividen a la familia humana, que este acto solemne proclame a todos Nuestros hijos, esparcidos por el mundo, que el espíritu, la enseñanza y la obra de la Iglesia no pueden ser nunca otros que los que predicó el Apóstol de las gentes: "revestirse del nuevo (hombre), del que se renueva para el conocimiento, según la imagen del que lo creó". Donde no hay ni gentil ni judío, ni circuncisión ni incircuncisión, ni bárbaro ni escita, ni esclavo ni libre. Sino que Cristo es todo y en todos" (Colosenses iii. 10, 11).
Summi Pontificatus 48 - Papa Pío XII, octubre de 1939.

#### 1940 reunión con Ribbentrop
Cuando en 1940, el ministro de Asuntos Exteriores nazi Joachim von Ribbentrop encabezó la única delegación nazi de alto rango a la que se le permitió una audiencia con Pío XII y le preguntó por qué el Papa se había puesto del lado de los aliados, Pío respondió con una lista de las recientes atrocidades y persecuciones religiosas nazis cometidas contra cristianos y judíos, en Alemania y en Polonia, lo que llevó al New York Times a titular su informe "Los derechos de los judíos son defendidos" y a escribir sobre las "ardientes palabras que le dirigió a Herr Ribbentrop sobre la persecución religiosa".

#### 1942 Mensaje de Navidad
En 1942, Pío XII pronunció un mensaje de Navidad a través de la Radio Vaticana, en el que expresaba su preocupación por las víctimas de las políticas genocidas de los nazis. A partir de mayo de 1942, los nazis habían comenzado su matanza industrializada de los judíos de Europa - la Solución Final. Los gitanos y otros también fueron marcados para el exterminio. El Papa se refirió a las persecuciones raciales en los siguientes términos:

La humanidad debe ese voto a los innumerables exiliados que el huracán de la guerra ha arrancado de su tierra natal y ha dispersado en la tierra del extranjero; que pueden hacer suyo el lamento del Profeta: 'Nuestra herencia se ha convertido en extranjeros; nuestra casa, en forasteros'. La humanidad debe ese lamento a los cientos de miles de personas que, sin ninguna culpa por su parte, a veces sólo a causa de su nacionalidad o raza, han sido consignados a la muerte o al lento exterminio.
Pío XII - Discurso radiofónico de Navidad, 1942

The New York Times llamó a Pío "una voz solitaria que clama en el silencio de un continente".
El discurso se pronunció en el contexto de la casi total dominación de Europa por los ejércitos de la Alemania nazi, aunque la guerra se había decantado a favor de los aliados en todos los frentes. Según la Encyclopædia Britannica, Pío se negó a decir más "temiendo que las denuncias papales públicas pudieran provocar que el régimen de Hitler embruteciera aún más a los sometidos al terror nazi -como lo había hecho cuando los obispos holandeses protestaron públicamente a principios de año-, al tiempo que ponía en peligro el futuro de la Iglesia".

### Contactos con la oposición militar alemana
En el invierno de 1939/40, el abogado bávaro y oficial de reserva de la 'Abwehr' Josef Müller, actuando como emisario de la temprana oposición militar alemana contra Hitler, centrada entonces en el general Franz Halder, jefe del Estado Mayor del ejército alemán, se puso en contacto con monseñor Ludwig Kaas, líder exiliado del partido católico alemán Zentrum, en Roma, con la esperanza de utilizar al Papa como intermediario para contactar con los británicos. Kaas puso a Müller en contacto con el padre Robert Leiber, quien pidió personalmente al Papa que transmitiera la información sobre la resistencia alemana a los británicos. Tras más de un día de "tranquila reflexión", Pío XII accedió a transmitir la información a los británicos. Sin embargo, se negó a transmitir la información a los franceses o incluso a su propia Secretaría de Estado.
El secretario privado del Papa, Robert Leiber, se reunió con Müller, que visitó Roma en 1939 y 1940. La Santa Sede consideró que Müller era un representante del coronel general Beck y aceptó ofrecer la maquinaria para la mediación. Oster, Wilhelm Canaris y Hans von Dohnányi, respaldados por Beck, le dijeron a Müller que le pidiera a Pius que averiguara si los británicos entrarían en negociaciones con la oposición alemana que quería derrocar a Hitler. Los británicos aceptaron negociar, siempre que la Santa Sede pudiera responder por el representante de la oposición. Pío, en comunicación con el enviado británico D'Arcy Osborne, canalizó las comunicaciones de ida y vuelta en secreto. La Santa Sede accedió a enviar una carta en la que se esbozaban las bases para la paz con Gran Bretaña, y la participación del Papa se utilizó para intentar persuadir a los altos generales alemanes Halder y Brauchitsch para que actuaran contra Hitler.
Las negociaciones fueron tensas, ya que se esperaba una ofensiva occidental, y sobre la base de que las negociaciones sustantivas sólo podrían seguir a la sustitución del régimen de Hitler. Hoffmann escribió que, cuando el Incidente de Venlo estancó las conversaciones, los británicos aceptaron reanudarlas principalmente por los "esfuerzos del Papa y el respeto que se le tenía". Chamberlain y Halifax dieron mucha importancia a la disposición del Papa a mediar" Pío, sin ofrecer su apoyo, avisó a Osbourne el 11 de enero de 1940 de que la oposición alemana había dicho que se planeaba una ofensiva alemana para febrero, pero que ésta podría evitarse si se podía asegurar a los generales alemanes la paz con Gran Bretaña, y no en términos punitivos. Si esto se podía asegurar, entonces estaban dispuestos a moverse para sustituir a Hitler. El Papa admitió su "incomodidad" por su papel de mediador, pero advirtió que los alemanes implicados no eran nazis. El gobierno británico tenía dudas sobre la capacidad de los conspiradores. El 7 de febrero, el Papa informó a Osbourne de que la oposición quería sustituir el régimen nazi por una federación democrática, pero esperaba conservar Austria y los Sudetes. El gobierno británico no se comprometió y dijo que, aunque el modelo federal era interesante, las promesas y las fuentes de la oposición eran demasiado vagas. No obstante, la resistencia se sintió alentada por las conversaciones, y Muller le dijo a Leiber que se produciría un golpe en febrero. Pío parecía seguir esperando un golpe en Alemania hasta marzo de 1940.
Chadwick escribió que Pío XII se reunió con D'Arcy Osborne, diciéndole que conocía los nombres de los generales alemanes implicados, pero que no deseaba compartirlos. Pío XII insistió a Osborne en que se limitaba a transmitir un mensaje y que "no deseaba en lo más mínimo respaldarlo o recomendarlo". Cuando Osborne presionó al Papa sobre la vaguedad de su mensaje, Osborne informó que Pío XII contestó que "tal vez, después de todo, no valía la pena proceder con el asunto y, por lo tanto, me pediría que me devolviera su comunicación como no realizada". El Papa declinó además la petición de Osborne de garantizar la buena fe de los generales, o si podrían lograr su objetivo. En una segunda reunión, Pío XII mostró una carta de cuatro páginas mecanografiada en alemán delante de Osborne, pero declinó dejarle leerla o tener una copia.
Tras el ataque alemán a Dinamarca y Noruega, los británicos rechazaron cualquier otro contacto con emisarios de la oposición militar alemana, temiendo otro incidente de Venlo. La oposición se disolvió en gran medida tras la conquista alemana de Francia en el verano de 1940 porque Halder ya no se atrevía a enfrentarse a un Hitler aparentemente triunfante. Sólo recuperó el impulso en 1944, cuando una nueva generación de oficiales jóvenes decidió conspirar contra el despiadado régimen nazi. Leiber siguió siendo el punto de contacto en la Santa Sede para las comunicaciones del coronel general Ludwig Beck en el período previo al  complot de julio de 1944.

### En medio de la guerra
A finales de 1942, altos funcionarios italianos se dirigieron por primera vez a la  Santa Sede con tanteos de paz. A los ojos de la Santa Sede, "la neutralidad del Vaticano, conseguida a un coste tan elevado, estaba dando por fin sus frutos". Cuando Mussolini envió a su yerno, el conde Ciano, como embajador ante la Santa Sede en 1943, los alemanes y otros especularon sobre la posibilidad de que Ciano negociara una paz por separado. Los británicos, por su parte, dudaban de tales intenciones y no querían tener nada que ver con Ciano.

## Historia militar

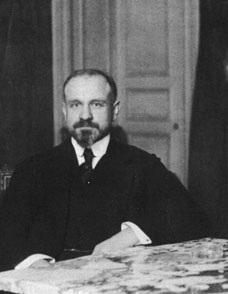
Bernardino Nogara

La Santa Sede mantuvo una pequeña fuerza de tropas conocida como la Guardia Suiza. Durante la Segunda Guerra Mundial, los guardias suizos del papa obtuvieron metralletas y máscaras de gas adicionales para complementar el arsenal existente del Vaticano en caso de ataque.

### Estado extraterritorial
Con la ocupación alemana de Roma en 1943, tras la caída de Mussolini, llegaron los rumores de un plot para secuestrar al Papa; los estudiosos modernos aún están en desacuerdo sobre la autenticidad de tales alegaciones. La Ciudad del Vaticano en sí nunca fue ocupada; de hecho, la principal preocupación dentro del Vaticano era el potencial de anarquía en el período entre la ocupación alemana y la aliada, no el potencial de ocupación alemana. Sin embargo, la policía vaticana, junto con la Guardia Suiza, mantuvo el orden.

### Bombardeo de Roma
Una de las principales prioridades diplomáticas de Pío XII era impedir el bombardeo de Roma; tan sensible era el pontífice que protestó incluso por el lanzamiento aéreo británico de panfletos sobre Roma, alegando que los pocos aterrizajes dentro de la ciudad-estado violaban la neutralidad de la Santa Sede. Antes de la entrada de los estadounidenses en la guerra, había poco impulso para dicho bombardeo, ya que los británicos veían poco valor estratégico en él. Tras la entrada americana, los Estados Unidos se opusieron a dicho bombardeo, temerosos de ofender a los miembros católicos de sus fuerzas militares, mientras que los británicos lo apoyaron entonces. Pío XII abogó igualmente por la declaración de Roma como " ciudad abierta", pero esto no se produjo hasta el 14 de agosto de 1943, después de que Roma hubiera sido ya bombardeada dos veces. Aunque los italianos consultaron a la Santa Sede sobre la redacción de la declaración de ciudad abierta, el impulso del cambio tuvo poco que ver con la Santa Sede.
La Ciudad del Vaticano fue bombardeada dos veces durante la guerra.

### Prisioneros de guerra
Tras la rendición italiana, los prisioneros aliados custodiados por los italianos fueron liberados, y muchos se dirigieron a la Ciudad del Vaticano. La Santa Sede temía que tal hecho comprometiera su neutralidad y dio estrictas instrucciones a la Guardia Suiza para impedir que cualquier persona de este tipo entrara en la ciudad estado; se instituyó un sistema de tarjetas de identidad para evitar que el personal no vaticano entrara en St. Pedro. Algunos funcionarios de la Santa Sede, sin embargo, actuaron de forma independiente para ayudar a dichas personas; el ejemplo más famoso es Hugh O'Flaherty, cuyas hazañas se hicieron famosas en la película The Scarlet and the Black.

## Medios de comunicación
El Osservatore Romano, el periódico del Vaticano, publicado en italiano, era el único periódico de Italia que no estaba censurado por el gobierno italiano. A pesar de su contenido relativamente moderado, el periódico fue ensalzado por la prensa británica y francesa y vilipendiado por la prensa fascista italiana. Para el 20 de mayo de 1940, el periódico dejó de publicar cualquier artículo sobre la guerra que no estuviera redactado por el "comunicado oficial de guerra italiano", según un acuerdo con el gobierno italiano. Para agosto de 1940 también se eliminaron sus informes meteorológicos cuando el gobierno italiano protestó porque podrían ayudar a los aviones británicos.

### Radio Vaticano
Radio Vaticano se encontraba en una situación similar; por ejemplo, dejó de dar noticias sobre los prisioneros de guerra, que el gobierno italiano temía que pudieran dar pistas sobre la ubicación de los barcos. También dejó de informar sobre el tiempo, por la misma razón. Después de que el cardenal August Hlond emitiera un encendido mensaje en lengua polaca a Polonia a través de la radio (que apenas pudo ser captado en Polonia), "no se permitió que se volviera a emitir nada parecido". Tras las quejas alemanas, la radio dejó de hablar de la situación en Polonia, y más tarde dejó de hablar de la situación de la Iglesia en Alemania. Pío XII habló por la radio en varias ocasiones, sobre todo durante su discurso de Navidad en 1942 en el que expresó su preocupación por el asesinato de "cientos de miles" de personas "intachables" basándose únicamente en su "raza o nacionalidad".

### Película
Durante la ocupación alemana de Roma, dos películas, Las puertas del cielo  de Vittorio de Sica y Los diez mandamientos  de Giorgio Walter Chili, se rodaron dentro de la Ciudad del Vaticano.
El rodaje se prolongó discretamente.
Esto permitió a los trabajadores de la película una excusa para evitar trasladarse a Venecia para participar en la propaganda de la República de Saló.
Varios judíos y perseguidos por los nazis fueron contratados para las películas.
El rodaje y la acogida de los refugiados molestaron a los habitantes del Vaticano.

## El Holocausto
En su primera encíclica papal de 1939 Summi Pontificatus, Pío XII expresó su consternación por la invasión de Polonia; reiteró la enseñanza católica contra el racismo y el antisemitismo; y respaldó la resistencia contra quienes se oponen a los principios éticos de los "Revelación en el Sinaí" y el Sermón de la Montaña.
Pío protestó ante el gobierno de Bratislava por las deportaciones de judíos eslovacos desde 1942. En 1943 protestó que "La Santa Sede faltaría a su mandato divino si no deplorara estas medidas, que perjudican gravemente al hombre en su derecho natural, principalmente por la razón de que estas personas pertenecen a una determinada raza"  En junio de 1942, Pío protestó personalmente contra las deportaciones masivas de judíos desde Francia, ordenando al nuncio papal que protestara ante el mariscal Philippe Pétain contra "los inhumanos arrestos y deportaciones de judíos". En su Discurso de Navidad de 1942, Pío expresó su preocupación por el asesinato de "cientos de miles" de personas "intachables" por su "nacionalidad o raza".
Tras la ocupación nazi de Italia, el Papa ordenó a las instituciones católicas de Roma que se abrieran a los judíos, acogiendo en 150 instituciones católicas a 4.715 de los 5.715 que figuraban en la lista de deportación de los nazis. En el propio Vaticano se acogieron 477 judíos. Mientras las redadas alemanas continuaban en el norte de Italia, el Papa abrió su residencia de verano, Castel Gandolfo, para acoger a miles de judíos, y autorizó a instituciones de todo el norte a hacer lo mismo.
A partir de 1943, Pío dio instrucciones a su representante búlgaro para que tomara "todas las medidas necesarias" para apoyar a los judíos búlgaros que se enfrentaban a la deportación, y su nuncio turco, Angelo Roncalli (más tarde Papa Juan XXIII) organizó el traslado de miles de niños fuera de Bulgaria a Palestina. Roncalli también informó al Papa de los campos de concentración de judíos en la Transnistria ocupada por Rumanía. El Papa protestó ante el gobierno rumano y autorizó el envío de fondos a los campos. En 1944, Pío apeló directamente al gobierno húngaro para que detuviera la deportación de los judíos de Hungría y su nuncio, Angelo Rotta, dirigió un plan de rescate en toda la ciudad de Budapest.
A su muerte, Pío fue elogiado enfáticamente por Israel y los líderes mundiales por su liderazgo en tiempos de guerra. Pero su insistencia en la neutralidad del Vaticano y el hecho de no nombrar explícitamente a los nazis como los malvados del conflicto se convirtieron en la base de las críticas posteriores.

### Hugh O'Flaherty: la Pimpinela del Vaticano
Desde su oficina vaticana, y en colaboración con Pío XII, Monseñor Hugh O'Flaherty, un irlandés, operaba una operación de fuga para judíos y aliados fugados. En 2012, el periódico Irish Independent le atribuyó haber salvado a más de 6500 personas durante la guerra.
A partir de 1943, comenzó a ofrecer refugio a los militares aliados que buscaban asilo en el Vaticano. Utilizando documentos falsos y una red de comunicaciones clandestina, O'Flaherty desafió al comandante criminal de guerra de la Gestapo en Roma, Herbert Kappler, y evadió su captura durante la ocupación alemana de Roma. La '"Línea de Escape de Roma" de O'Flaherty escondió a soldados británicos y estadounidenses y a judíos en casas seguras alrededor de la ciudad. Kappler hizo trazar una línea blanca alrededor de los límites del Vaticano y ofreció una recompensa por la cabeza de O'Flaherty. O'Flaherty perdonó a Kappler después de la guerra y se convirtió en un visitante habitual de su celda, presidiendo finalmente su conversión al catolicismo. La historia de O'Flaherty fue dramatizada en la película de 1983 The Scarlet and the Black e Irlanda honra su labor con el Premio Humanitario Internacional Hugh O'Flaherty.

## Organización de la iglesia

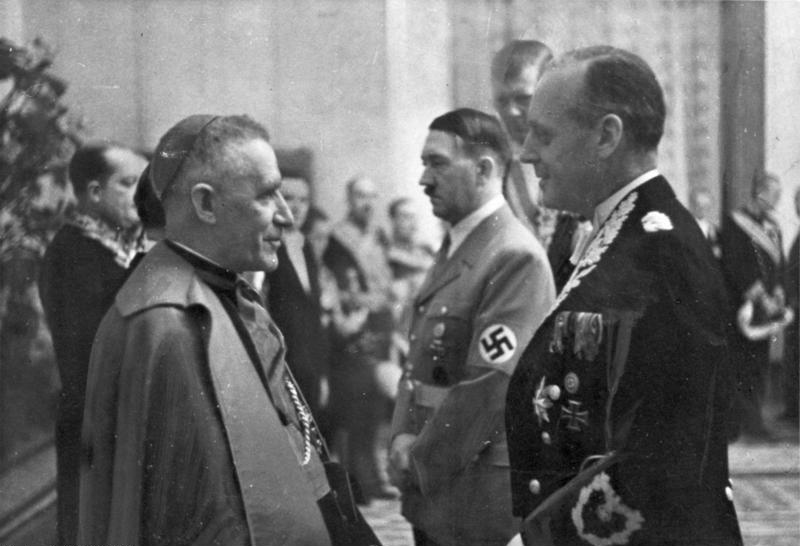
Cesare Orsenigo (a la izquierda, con Hitler y Ribbentrop), Nunciatura Apostólica en Alemania, también fue nuncio de facto en Polonia.

Las potencias ocupantes solicitaron a menudo que Pío XII reorganizara las diócesis católicas conquistadas. Aunque dicha reorganización fue generalmente rechazada, la decisión de Pío XII de nombrar administradores apostólicos alemanes para la Polonia ocupada fue "una de sus decisiones más controvertidas". Estas acciones fueron la principal justificación del Gobierno Provisional polaco para declarar nulo el Concordato de 1925 en 1945, un acto que tuvo tremendas consecuencias para las relaciones entre Polonia y el Vaticano en la posguerra. No hubo Nuncio Apostólico en Polonia entre 1947 y 1989, durante los años de la Polonia comunista.

## Consecuencias inmediatas de la posguerra
Los aliados liberaron Roma los días 4 y 5 de junio de 1944. Durante la liberación, muchas tropas aliadas católicas visitaron el Vaticano para asistir a la misa y escuchar el discurso del Papa, incluso algunos condujeron tanques hasta la plaza de San Pedro.
El Papa era la mayor celebridad de la península italiana durante este período y, dado el empañamiento del rey de Italia con el fascismo, se llegó a hablar de ampliar el poder temporal del papado. El Papa concedió audiencias con soldados y líderes aliados, que fueron fotografiadas de forma destacada.
Pío XII se había abstenido de crear cardenales durante la guerra. Al final de la Segunda Guerra Mundial había varias vacantes destacadas, entre ellas la de Cardenal Secretario de Estado, Camerlengo, Canciller, y Prefecto para la Congregación para los Religiosos. Pío XII creó 32 cardenales a principios de 1946, habiendo anunciado sus intenciones de hacerlo en su anterior mensaje de Navidad.